# Kirsten Flipkens
Kirsten Flipkens (Geel, 10 gennaio 1986) è un'ex tennista belga.
Tennista belga che vantava in singolare una semifinale a Wimbledon nel 2013 grazie alla quale aveva raggiunto il 5 agosto 2013 la sua migliore classifica in singolare alla posizione n.13, e due quarti di finale e una semifinale nelle prove di doppio del Grande Slam. In classifica ha raggiunto la posizione 23 il primo luglio del 2019 nel doppio. Nel 2022, inoltre ha raggiunto la finale del doppio misto degli US Open. 
Come Kim Clijsters proviene dalla regione fiamminga del Belgio. Attualmente risiede a Mol.

## Carriera

### Junior
Nel 2002 vinse il US Open junior in doppio insieme ad Elke Clijsters.
Destrimana, gioca il rovescio a due mani. Dotata di buon tocco e con propensioni offensive, ha poca propensione per la potenza dei colpi in topspin preferendo quelli flat.
Nel 2003 ha vinto nelle categorie junior a Wimbledon battendo in finale Anna Čakvetadze con il punteggio di 6-4 3-6 6-3, e all'US Open superando l'olandese Michaëlla Krajicek con lo score di 6-3 7-5. Nello stesso anno debutta anche in Fed Cup nelle semifinali contro gli Stati Uniti d'America. A fine anno riceve anche il premio come miglior talento belga e venne nominata ITF Junior World Champion.

### Professionismo
A livello ITF ha vinto 12 titoli in singolo e 1 in doppio.
Agli Open di Francia 2006, al suo debutto in un Grande Slam, ha raggiunto il secondo turno. Ha anche raggiunto il secondo turno agli US Open 2006 passando dalle qualifiche e perdendo dalla futura semifinalista Jelena Janković. Nello stesso anno ha fatto parte del team belga battuto in finale di Fed Cup dall'Italia.
Nel 2009 ha raggiunto il secondo turno agli Australian Open e anche agli Open di Francia. Al Torneo di Wimbledon batte Ágnes Szávay ed Elena Baltacha, per poi essere battuta al terzo turno dalla numero uno del mondo Dinara Safina. Agli US Open raggiunge lo stesso risultato battendo Jelena Dokić ed Anabel Medina Garrigues. Viene sconfitta dalla connazionale Kim Clijsters per 6-0 6-2.
Agli Australian Open 2010 viene superata al primo turno dalla rientrante Justine Henin. Agli Open di Francia 2010 viene battuta da Marija Šarapova nel match di secondo turno. All'UNICEF Open 2010 ha raggiunto la semifinale dove ha perso da Andrea Petković. Al Torneo di Wimbledon 2010 ha perso da Yanina Wickmayer al secondo turno. Agli US Open 2010 viene sconfitta al primo turno da Patty Schnyder.

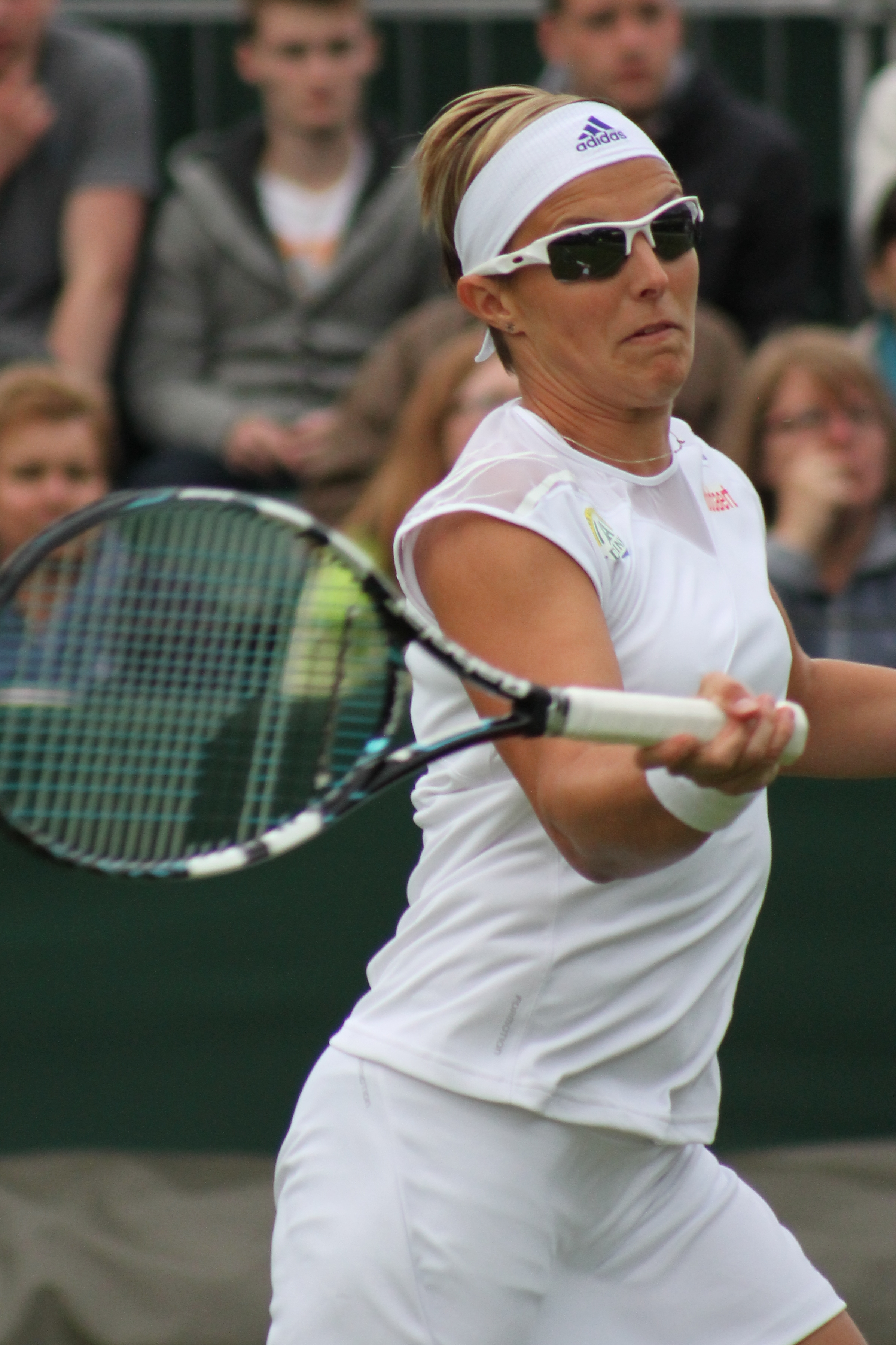
Kirsten semifinalista a Wimbledon 2013

Nel 2011 viene battuta da Anastasija Pavljučenkova al primo turno degli Australian Open. Al Grand Prix SAR La Princesse Lalla Meryem 2011 ha raggiunto la sua seconda semifinale WTA dove ha perso da Simona Halep. Agli Open di Francia 2011 la ceca Lucie Šafářová la batte al primo turno. All'UNICEF Open 2011, ha raggiunto insieme a Coco Vandeweghe la semifinale in doppio. Al Torneo di Wimbledon 2011 viene sconfitta da Peng Shuai al primo turno.

### 2012: primo titolo WTA
A gennaio, non passa le qualificazioni per l'Australian Open. A giugno, scende fino alla posizione numero 262. 
Tuttavia riesce, durante il resto della stagione, a rientrare nelle prime 60 giocatrici mondiali raggiungendo la semifinale all'UNICEF Open partendo dalle qualificazioni e battendo la top ten Samantha Stosur, la giovane Dar'ja Gavrilova e l'italiana Roberta Vinci; nel penultimo atto, si arrende a Nadia Petrova, che poi vincerà il titolo. Agli US Open supera il tabellone cadetto e viene sconfitta al secondo turno solo da Viktoryja Azaranka. Nel mese di settembre, Kirsten raggiunge la sua prima finale nel circuito maggiore al Bell Challenge, estromettendo la nº1 del seeding Cibulková, Lucic-Baroni, Tatišvili e Mona Barthel; in finale, supera la ceca Lucie Hradecká (6-1 7-5), conquistando così il primo titolo WTA. Poche settimane dopo giunge in semifinale anche al Generali Ladies Linz battendo l'ex nº1 del mondo Ana Ivanović e cedendo poi a Julia Görges. Dal dicembre 2012 è allenata da Maxime Braeckman.
Termina la stagione al nº54 del mondo, suo nuovo best-ranking.

### 2013: semifinale a Wimbledon ebest-ranking
Inizia il 2013 con i quarti all'ASB Classic. La settimana dopo, raggiunge la semifinale al Moorilla Hobart International, dove cede a Mona Barthel. Agli Australian Open 2013 raggiunge per la prima volta gli ottavi in uno slam, circostanza nella quale viene annichilita da Marija Šarapova, che le lascia solo un game. Agli U.S. National Indoor Tennis Championships viene sconfitta nei quarti da Magdaléna Rybáriková. Al Sony Ericsson Open arriva ancora ai quarti, ma viene battuta in tre set da Agnieszka Radwańska. Agli Open di Francia viene estromessa dall'ex campionessa Francesca Schiavone al secondo turno. Al TOPSHELF Open raggiunge la seconda finale WTA della carriera, ma viene superata in due set dalla rumena Simona Halep. Prende poi parte al torneo di Wimbledon, dove non è mai andata oltre il terzo round: da testa di serie nº20, la belga elimina Putinceva e poi le serbe Jovanovski e Dolonc, giungendo al suo secondo ottavo slam annuale; nella circostanza, batte Flavia Pennetta, spingendosi fino al suo primo quarto di finale major in carriera. Tra le ultime otto, Flipkens elimina in rimonta la campionessa del 2011 Petra Kvitová (4-6 6-3 6-4), diventando la prima belga diversa da Henin e Clijsters a raggiungere la semifinale di Wimbledon. Nel penultimo atto, cede il passo in due set a Marion Bartoli, che poi si aggiudicherà il titolo. Grazie allo strepitoso risultato, sale fino alla 13ª posizione mondiale, che rimarrà il suo best-ranking.
Nel resto della stagione, raggiunge al massimo i quarti di finale a Linz, battuta da Suárez Navarro. Chiude l'anno al nº20 del mondo.

### 2014
Kirsten inizia l'anno ad Auckland, dove, eliminando in due set Puig, Plíšková e Ishizu, raggiunge la semifinale; nella circostanza, viene fermata da Ana Ivanović. A Hobart si spinge fino ai quarti, dove perde dalla qualificata Muguruza (4-6 3-6). All'Australian Open, dopo aver superato Laura Robson, si arrende a Casey Dellacqua. A Parigi GDF, viene battuta ai quarti da Marija Šarapova. A Miami raggiunge gli ottavi, dove è nuovamente Šarapova a sbarrarle la strada. La terra non porta in dote alla belga buoni risultati: il suo miglior piazzamento è il secondo turno al Roland Garros, battuta da Glushko. Sull'erba, in preparazione a Wimbledon, gioca a Birmingham e 'S-Hertogenbosch: nel primo caso, raggiunge i quarti, dove viene sconfitta dalla ceca Strýcová; in Olanda, dove difendeva la finale, si arrende al secondo turno a Elina Svitolina. Prende quindi parte ai Championships, dove è la 24° testa di serie: all'esordio, elimina Paszek in tre set; al secondo round, lascia tre giochi a Domínguez Lino, approdando ai sedicesimi; nella circostanza, cede alla nº7 del mondo Angelique Kerber (6-3 3-6 2-6). A causa dei punti non difesi, scende fino alla 47ª posizione del ranking.
Sul cemento americano, coglie al massimo i quarti a New Haven, battuta da Samantha Stosur; fa male allo US Open, dove esce subito di scena contro Sara Errani. Nella trasferta asiatica, raggiunge il terzo turno a Wuhan come miglior risultato.
Termina la stagione al nº46 del mondo.

### 2015
Flipkens non inizia l'anno nel migliore dei modi: fino a Miami, riesce a vincere solamente 5 match, di cui tre di qualificazione. A Katowice, mette in fila due successi per la prima volta in stagione, battendo Annika Beck e Monica Niculescu; nei quarti, cede alla connazionale Alison Van Uytvanck. Anche su terra ed erba non raccoglie buoni risultati, uscendo al secondo turno a Wimbledon e all'esordio a Parigi.
A Istanbul, arriva per la belga la prima semifinale WTA dell'anno, sconfiggendo Ostapenko, Cornet e Schiavone; tra le ultime quattro, si arrende a Lesja Curenko. Dopo i quarti a Baku (estromessa da Pavljučenkova), raggiunge la finale nell'ITF di Vancouver, persa contro Johanna Konta.
Allo US Open, per il terzo anno consecutivo, esce all'esordio. A Linz, Kirsten raggiunge la seconda semifinale dell'anno, eliminando al secondo turno la nº11 del mondo Caroline Wozniacki (6-4 6-4); nel penultimo atto, viene nuovamente sconfitta da Anastasija Pavljučenkova. In novembre, coglie la semifinale nel '125' di Taipei, dove perde da Babos.
Termina la stagione in discesa nel ranking, al nº93.

### 2016: terza finale WTA in singolare e primo titolo in doppio
Ad Auckalnd, la belga raggiunge i quarti di finale partendo dalle qualificazioni; tra le ultime otto, cede a Tamira Paszek. All'Australian Open, esce di scena al secondo turo contro la nº3 del mondo Muguruza.
Dopo due uscite premature a San Pietroburgo e Doha, la belga coglie a Monterrey la terza finale WTA della carriera, la prima in quasi tre anni: nel percorso, batte Schiavone, le teste di serie Van Uytvanck e Konta e l'estone Kontaveit. Nell'ultimo atto, si arrende a Heather Watson con lo score di 6-3 2-6 3-6. Grazie a questo risultato, rientra tra le prime 60 del mondo. A Miami esce al secondo turno mentre a Katowice replica i quarti del 2015, cedendo a Camila Giorgi. Sulla terra, centra al massimo il secondo turno a Istanbul, non riuscendo a superare l'esordio al Roland Garros (contro Alizé Cornet, che le lascia un gioco). Sull'erba, Flipkens raggiunge la seconda semifinale stagionale a Mallorca, battendo al primo turno la nº2 del mondo Garbiñe Muguruza; nel penultimo atto, si arrende a Caroline Garcia in tre set. A Wimbledon, esce di scena al secondo round contro Madison Keys.
A fine luglio, prende parte al torneo olimpico di Rio, sia in singolare che in doppio: assieme a Yanina Wickmayer, non vanno oltre il secondo turno; nel tabellone di singolare, Kirsten supera la vincitrice della medaglia d'oro a Sydney 2000 Venus Williams (4-6 6-3 7-6(5)) e poi approfitta del ritiro di Lucie Šafářová; agli ottavi, si arrende a Laura Siegemund.
Sul cemento americano, raggiunge i quarti nel Premier di New Haven da lucky-loser, perdendo solo da Radwańska (1-6 4-6). Allo US Open viene subito eliminata da Simona Halep. Nel finale di stagione, coglie i quarti a Tashkent, dove viene estromessa da Allertová. Termina l'anno al nº63 del mondo.
In doppio, vince il suo primo titolo nel circuito maggiore a Seul assieme a Johanna Larsson.

### 2017: 2º titolo in doppio
La trasferta australiana non arride alla belga, che tra Auckland, Hobart e Melbourne raccoglie solo una vittoria. A San Pietroburgo, passa le qualificazioni e poi cede al primo turno a Cornet. In febbraio, aiuta la sua nazionale a battere la Romania per 3-1, permettendo al Belgio di affrontare gli spareggi per il gruppo mondiale. Ad Acapulco, coglie i primi quarti WTA stagionale, arrendendosi a Kiki Mladenovic. Dopo un secondo turno a Indian Wells, a Miami supera Jennifer Brady e la testa di serie nº29 Ana Konjuh, prima di cedere a Dominika Cibulková. Sulla terra, supera un turno soltanto a Istanbul, Norimberga e Parigi.
Sull'erba, raggiunge il secondo turno a Mallorca e Wimbledon. Sul cemento americano, supera le qualificazioni a Toronto, dove esce di scena ai trentaduesimi contro Muguruza; va meglio a New Haven dove, dopo essersi qualificata per il main-draw, batte Curenko e Bogdan, approdando ai quarti di finale: nella circostanza, si arrende a Daria Garvrilova. Allo US Open, dopo aver vinto su Madison Brengle, cede a Vesnina. Termina la stagione al nº76 del mondo.
In doppio, ottiene a 'S-Hertogenbosch il secondo titolo in carriera assieme a Cibulková, sconfiggendo in finale Schuurs/Bertens. Nel corso dell'anno, raggiunge altre due finali a Lussemburgo e Norimberga, la semifinale a Acukland e i primi quarti in uno slam a Parigi.

### 2018: 4ª finale WTA in singolare
Nella trasferta oceanica, ottiene il secondo turno a Auckland, Hobart e Melbourne. Dopo non essersi qualificata per il main-draw di San Pietroburgo, prende parte al tie di Fed Cup contro la Francia nel Gruppo Mondiale: perdendo sia il singolare (contro Mladenovic) che il doppio con Mertens (contro Hesse/Mladenovic), il Belgio cede per 3-2 alle transalpine, venendo eliminato. Dopo alcune uscite premature, raggiunge il primo quarto WTA della stagione a Losanna, dove cede a Lapko. A maggio, si spinge fino in semifinale a Norimberga, eliminando Van Uytvanck, Podoroska e la top-20 Bertens; nel penultimo atto, viene battuta da Alison Riske; al Roland Garros, esce di scena al secondo round contro la russa Kasatkina.
Sull'erba, disputa il torneo di 'S-Hertogenbosch: dopo un comodo successo sulla wild-card Kalinskaja, sconfigge nuovamente Kiki Bertens per 6-1 al terzo, approdando ai quarti; nella circostanza, si impone su Aryna Sabalenka con un duplice 6-4, accedendo alla seconda semifinale annuale. Tra le ultime quattro, batte la slovacca Kužmová, tornando in una finale WTA per la prima volta in due anni. Come le successe nel 2013, anche questa volta Kirsten non riesce a conquistare il titolo nella città olandese, arrendendosi ad Aleksandra Krunić con lo score di 7-6(0) 5-7 1-6. Si ritira anche dal doppio e quindi dall'attività tennistica dopo aver partecipato al Wimbledon.

## Statistiche WTA

### Singolare

#### Vittorie (1)
| Legenda               |
| --------------------- |
| Grande Slam (0)       |
| Ori Olimpici (0)      |
| WTA Finals (0)        |
| WTA Elite Trophy (0)  |
| Dal 2009 al 2020      |
| Premier Mandatory (0) |
| Premier 5 (0)         |
| Premier (0)           |
| International (1)     |

| N. | Data              | Torneo                 | Superficie    | Avversaria in finale | Punteggio |
| 1. | 16 settembre 2012 | Bell Challenge, Québec | Sintetico (i) | Lucie Hradecká       | 6-1, 7-5  |

#### Sconfitte (3)
| Legenda               |
| --------------------- |
| Grande Slam (0)       |
| Argenti Olimpici (0)  |
| WTA Finals (0)        |
| WTA Elite Trophy (0)  |
| Dal 2009 al 2020      |
| Premier Mandatory (0) |
| Premier 5 (0)         |
| Premier (0)           |
| International (3)     |

| N. | Data           | Torneo                            | Superficie | Avversaria in finale | Punteggio        |
| 1. | 22 giugno 2013 | Topshelf Open, 's-Hertogenbosch   | Erba       | Simona Halep         | 4-6, 2-6         |
| 2. | 6 marzo 2016   | Monterrey Open, Monterrey         | Cemento    | Heather Watson       | 6-3, 2-6, 3-6    |
| 3. | 17 giugno 2018 | Libéma Open, 's-Hertogenbosch (2) | Erba       | Aleksandra Krunić    | 7-6(0), 5-7, 1-6 |

### Doppio

#### Vittorie (7)
| Legenda               | Legenda      |
| --------------------- | ------------ |
| Grande Slam (0)       |              |
| Ori Olimpici (0)      |              |
| WTA Finals (0)        |              |
| WTA Elite Trophy (0)  |              |
| Dal 2009 al 2020      | Dal 2021     |
| Premier Mandatory (0) | WTA 1000 (0) |
| Premier 5 (0)         | WTA 1000 (0) |
| Premier (0)           | WTA 500 (0)  |
| International (5)     | WTA 250 (2)  |

| N. | Data              | Torneo                          | Superficie  | Compagna           | Avversarie in finale                            | Punteggio        |
| 1. | 25 settembre 2016 | Hansol Korea Open, Seul         | Cemento     | Johanna Larsson    | Akiko Ōmae Peangtarn Plipuech                   | 6-2, 6-3         |
| 2. | 17 giugno 2017    | Ricoh Open, 's-Hertogenbosch    | Erba        | Dominika Cibulková | Kiki Bertens Demi Schuurs                       | 4-6, 6-4, [10-6] |
| 3. | 15 aprile 2018    | Ladies Open Lugano, Lugano      | Terra rossa | Elise Mertens      | Vera Lapko Aryna Sabalenka                      | 6-1, 6-3         |
| 4. | 14 ottobre 2018   | Upper Austria Ladies Linz, Linz | Cemento (i) | Johanna Larsson    | Raquel Atawo Anna-Lena Grönefeld                | 4-6, 6-4, [10-5] |
| 5. | 23 giugno 2019    | Mallorca Open, Maiorca          | Erba        | Johanna Larsson    | María José Martínez Sánchez Sara Sorribes Tormo | 6-2, 6-4         |
| 6. | 16 ottobre 2022   | Transylvania Open, Cluj-Napoca  | Cemento (i) | Laura Siegemund    | Kamilla Rachimova Jana Sizikova                 | 6-3, 7-5         |
| 7. | 14 gennaio 2023   | Hobart International, Hobart    | Cemento     | Laura Siegemund    | Viktorija Golubic Panna Udvardy                 | 6-4, 7-5         |

#### Sconfitte (8)
| Legenda               |
| --------------------- |
| Grande Slam (0)       |
| Argenti Olimpici (0)  |
| WTA Finals (0)        |
| WTA Elite Trophy (0)  |
| Dal 2009 al 2020      |
| Premier Mandatory (0) |
| Premier 5 (0)         |
| Premier (2)           |
| International (6)     |

| N. | Data             | Torneo                                       | Superficie  | Compagna              | Avversarie in finale                | Punteggio           |
| 1. | 27 maggio 2017   | Nürnberger Versicherungscup, Norimberga      | Terra rossa | Johanna Larsson       | Nicole Melichar Anna Smith          | 6-3, 3-6, [9-11]    |
| 2. | 21 ottobre 2017  | BGL-BNP Paribas Open Luxembourg, Lussemburgo | Cemento (i) | Eugenie Bouchard      | Lesley Kerkhove Lidzija Marozava    | 7-6(4), 4-6, [6-10] |
| 3. | 25 febbraio 2018 | Hungarian Ladies Open, Budapest              | Cemento (i) | Johanna Larsson       | Georgina García Pérez Fanny Stollár | 6-4, 4-6, [3-10]    |
| 4. | 26 maggio 2018   | Nürnberger Versicherungscup, Norimberga (2)  | Terra rossa | Johanna Larsson       | Demi Schuurs Katarina Srebotnik     | 6-3, 3-6, [7-10]    |
| 5. | 16 giugno 2018   | Libéma Open, 's-Hertogenbosch                | Erba        | Kiki Bertens          | Elise Mertens Demi Schuurs          | 3-3, rit.           |
| 6. | 12 gennaio 2019  | Hobart International, Hobart                 | Cemento     | Johanna Larsson       | Latisha Chan Chan Hao-ching         | 3-6, 6-3, [6-10]    |
| 7. | 29 giugno 2019   | Nature Valley International, Eastbourne      | Erba        | Bethanie Mattek-Sands | Latisha Chan Chan Hao-ching         | 6-2, 3-6, [6-10]    |
| 8. | 20 ottobre 2019  | Kremlin Cup, Mosca                           | Cemento (i) | Bethanie Mattek-Sands | Shūko Aoyama Ena Shibahara          | 2-6, 1-6            |

### Doppio misto

#### Sconfitte (1)
| Legenda                 |
| ----------------------- |
| Australian Open (0)     |
| Open di Francia (0)     |
| Torneo di Wimbledon (0) |
| US Open (1)             |
| Argenti Olimpici (0)    |

| N. | Anno              | Torneo            | Superficie | Compagno               | Avversari in finale      | Punteggio        |
| 1. | 10 settembre 2022 | US Open, New York | Cemento    | Édouard Roger-Vasselin | Storm Sanders John Peers | 6-4, 4-6, [7-10] |

## Circuito WTA 125

### Singolare

#### Vittorie (1)
| N. | Data             | Torneo                               | Superficie | Avversaria in finale | Punteggio   |
| 1. | 17 novembre 2019 | Challenger Series - Houston, Houston | Cemento    | Coco Vandeweghe      | 7-6(4), 6-4 |

## Statistiche ITF

### Singolare

#### Vittorie (13)
| Torneo $100.000 (1) |
| Torneo $80.000 (0)  |
| Torneo $75.000 (1)  |
| Torneo $60.000 (0)  |
| Torneo $50.000 (1)  |
| Torneo $25.000 (6)  |
| Torneo $15.000 (0)  |
| Torneo $10.000 (4)  |

| N.  | Data           | Torneo                                                      | Superficie      | Avversaria in finale | Punteggio     |
| 1.  | 4 agosto 2002  | ITF Roller Open, Pétange                                    | Terra rossa     | Tanja Hirschauer     | 4-6, 6-2, 6-1 |
| 2.  | 18 agosto 2002 | Flanders Ladies Trophy Koksijde, Koksijde                   | Terra rossa     | Michelle Gerards     | 6-4, 7-6(3)   |
| 3.  | 5 aprile 2004  | Napoli Women's Tournament, Napoli                           | Terra rossa     | Mandy Minella        | 5-7, 6-3, 6-1 |
| 4.  | 25 luglio 2004 | Innsbruck Open, Innsbruck                                   | Terra rossa     | Michaela Paštiková   | 6-2, 6-3      |
| 5.  | 14 agosto 2005 | Hechingen Ladies Open, Hechingen                            | Terra rossa     | Magdaléna Rybáriková | 6-4, 6-3      |
| 6.  | 5 marzo 2006   | Ciudad de Las Palmas, Las Palmas de Gran Canaria            | Cemento         | Alla Kudrjavceva     | 6-1, 6-4      |
| 7.  | 2 marzo 2008   | Internationale Badische Damen Hallenmeisterschaften, Buchen | Sintetico (i)   | Sandra Záhlavová     | 6-1, 3-6, 6-4 |
| 8.  | 30 marzo 2008  | Limburg Open, Tessenderlo                                   | Terra rossa (i) | Caroline Maes        | 7-5, 6-1      |
| 9.  | 15 giugno 2008 | Open GDF SUEZ de Marseille, Marsiglia                       | Terra rossa     | Stéphanie Foretz     | 7-6(4), 6-2   |
| 10. | 19 luglio 2009 | Zwevegem Ladies Open, Zwevegem                              | Terra rossa     | Yurika Sema          | 6-3, 6-3      |
| 11. | 8 luglio 2012  | Thermphos Challenger Zeeland, Middelburg                    | Terra rossa     | Aravane Rezaï        | 6-0, 6-1      |
| 12. | 5 agosto 2012  | Rebecq Ladies Trophy, Rebecq                                | Terra rossa     | Myrtille Georges     | 6-2, 6-1      |
| 13. | 23 giugno 2018 | Southsea Trophy, Southsea                                   | Erba            | Katie Boulter        | 6-4, 5-7, 6-3 |

#### Sconfitte (12)
| Torneo $100.000 (1) |
| Torneo $80.000 (0)  |
| Torneo $75.000 (0)  |
| Torneo $60.000 (1)  |
| Torneo $50.000 (4)  |
| Torneo $25.000 (6)  |
| Torneo $15.000 (0)  |
| Torneo $10.000 (0)  |

| N.  | Data             | Torneo                                                          | Superficie      | Avversaria in finale | Punteggio           |
| 1.  | 2 novembre 2003  | AEGON Pro Series Nottingham, Nottingham                         | Cemento (i)     | Sybille Bammer       | 4–6, 6–3, 2–6       |
| 2.  | 5 febbraio 2006  | Open GDF Suez de Belfort, Belfort                               | Cemento (i)     | Kristina Barrois     | 2–6, 6–3, 6(6)–7    |
| 3.  | 30 luglio 2006   | ITF Roller Open, Pétange                                        | Terra rossa     | Julija Bejhel'zymer  | 7–5, 6(6)–7, 4–6    |
| 4.  | 22 ottobre 2006  | AEGON Pro Series Glasgow, Glasgow                               | Cemento (i)     | Angelique Kerber     | 4-6, 2-6            |
| 5.  | 18 novembre 2007 | Internationaux de Touques, Deauville                            | Terra rossa (i) | Aravane Rezaï        | 4–6, 3–6            |
| 6.  | 16 marzo 2008    | Ciudad de Las Palmas, Las Palmas de Gran Canaria                | Cemento         | Chayenne Ewijk       | 6–4, 6(4)–7, 6(4)–7 |
| 7.  | 1º marzo 2009    | Biberach Open, Biberach an der Riß                              | Cemento (i)     | Karolina Šprem       | 1-6, 2-6            |
| 8.  | 3 aprile 2011    | Torneo Internacional de Tenis Femenino Ciudad de Monzón, Monzón | Cemento         | Petra Cetkovská      | 7-5, 4-6, 2-6       |
| 9.  | 19 febbraio 2012 | Morocco Tennis Tour Rabat, Rabat                                | Terra rossa     | Jasmina Tinjić       | 6(4)-7, 6-2, 5-7    |
| 10. | 26 febbraio 2012 | Winter Moscow Open, Mosca                                       | Cemento (i)     | Annika Beck          | 1-6, 5-7            |
| 11. | 17 agosto 2015   | Vancouver Open, Vancouver                                       | Cemento         | Johanna Konta        | 2-6, 4-6            |
| 12. | 3 novembre 2019  | Tevlin Women's Challenger, Toronto                              | Cemento (i)     | Francesca Di Lorenzo | 6(3)-7, 4-6         |

### Doppio

#### Vittorie (2)
| Torneo $100.000 (1) |
| Torneo $80.000 (0)  |
| Torneo $75.000 (0)  |
| Torneo $60.000 (0)  |
| Torneo $50.000 (0)  |
| Torneo $25.000 (0)  |
| Torneo $15.000 (0)  |
| Torneo $10.000 (1)  |

| N. | Data           | Torneo                                    | Superficie  | Compagna        | Avversarie in finale            | Punteggio        |
| 1. | 17 agosto 2003 | Flanders Ladies Trophy Koksijde, Koksijde | Terra rossa | Elje Clijsters  | Zuzana Cerná Vladimíra Uhlířová | 6-2, 6-4         |
| 2. | 23 agosto 2018 | Southsea Trophy, Southsea                 | Erba        | Johanna Larsson | Alicja Rosolska Abigail Spears  | 6-4, 3-6, [11-9] |

## Risultati in progressione
| Sigla | Risultato               |
| ----- | ----------------------- |
| V     | Vincitore               |
| F     | Finalista               |
| SF    | Semifinalista           |
| O     | Oro olimpico            |
| A     | Argento olimpico        |
| SF    | Bronzo olimpico         |
| QF    | Quarti di Finale        |
| 4T    | Quarto turno            |
| 3T    | Terzo turno             |
| 2T    | Secondo turno           |
| 1T    | Primo turno             |
| RR    | Round Robin             |
| LQ    | Turno di qualificazione |
| A     | Assente                 |
| ND    | Non disputato           |

| Legenda superfici    |
| -------------------- |
| Cemento              |
| Terra battuta        |
| Erba                 |
| Superficie variabile |

### Singolare
| Tornei del Grande Slam     |     |     |     |     |     |     |     |     |     |     |     |     |     |     |        |       |
| Australian Open, Melbourne | A   | A   | A   | 1T  | A   | 2T  | 1T  | 1T  | Q3  | 4T  | 2T  | 1T  | 2T  | 1T  | 0 / 9  | 6–9   |
| Roland Garros, Parigi      | A   | Q1  | 2T  | A   | Q2  | 2T  | 2T  | 1T  | A   | 2T  | 2T  | 1T  | 1T  | 2T  | 0 / 9  | 6–9   |
| Wimbledon, Londra          | Q2  | Q3  | 1T  | A   | Q2  | 3T  | 2T  | 1T  | A   | SF  | 3T  | 2T  | 2T  | 2T  | 0 / 9  | 13–9  |
| US Open, New York          | A   | Q1  | 2T  | A   | Q2  | 3T  | 1T  | Q1  | 2T  | 1T  | 1T  | 1T  | 1T  | 2T  | 0 / 9  | 5–9   |
| Vittorie-sconfitte         | 0–0 | 0–0 | 2–3 | 0–1 | 0–0 | 6–4 | 2–4 | 0–3 | 1–1 | 9–4 | 4–4 | 1–4 | 2–4 | 3–4 | 0 / 36 | 30–36 |
| Carriera                   |     |     |     |     |     |     |     |     |     |     |     |     |     |     |        |       |
| Finali                     | 0   | 0   | 0   | 0   | 0   | 0   | 0   | 0   | 1   | 1   | 0   | 0   | 1   | 0   | 3      | 3     |
| Tornei vinti               | 0   | 0   | 0   | 0   | 0   | 0   | 0   | 0   | 1   | 0   | 0   | 0   | 0   | 0   | 1      | 1     |
| Ranking di fine anno       | 169 | 201 | 105 | 363 | 104 | 81  | 77  | 194 | 54  | 20  | 46  | 93  | 62  |     | 13     | 13    |

## Vittorie contro giocatrici Top 10
| Stagione | 2012 | 2013 | 2014 | 2015 | 2016 | Totale |
| Vittorie | 1    | 2    | 0    | 0    | 2    | 5      |

| #    | Giocatrice        | Ranking | Evento                          | Superficie | Turno | Punteggio        | Rank. KFR |
| ---- | ----------------- | ------- | ------------------------------- | ---------- | ----- | ---------------- | --------- |
| 2012 |                   |         |                                 |            |       |                  |           |
| 1.   | Samantha Stosur   | 5       | Rosmalen Open, Rosmalen         | Erba       | 1T    | 7-6(7), 6-3      | 262       |
| 2013 |                   |         |                                 |            |       |                  |           |
| 2.   | Petra Kvitová (1) | 8       | Miami Open, Miami               | Cemento    | 3T    | 6-0, 4-6, 6-1    | 28        |
| 3.   | Petra Kvitová (2) | 8       | Torneo di Wimbledon, Londra     | Erba       | QF    | 4-6, 6-3, 6-4    | 20        |
| 2016 |                   |         |                                 |            |       |                  |           |
| 4.   | Garbiñe Muguruza  | 2       | Mallorca Open, Maiorca          | Erba       | 1T    | 6-3, 6-4         | 61        |
| 5.   | Venus Williams    | 6       | Giochi Olimpici, Rio de Janeiro | Cemento    | 1T    | 4-6, 6-3, 7-6(5) | 61        |